# Credo religioso
(Ralph Waldo Emerson, "Worship", The Conduct of Life)
Un credo religioso è l'affermazione della propria credenza in una religione o una dottrina, con cui si esprime un simbolo di fede. Il termine deriva dal latino credo, e può essere utilizzato come sinonimo di fede nel caso specifico per indicare la religione che si professa.

## Credo cristiano
Il cristianesimo, affermando che Dio si è manifestato nella persona di Gesù, a partire dalla sua predicazione ha dato luogo a un certo numero di affermazioni di fede delle quali la dottrina tuttora si compone. 
In questo senso, forse la prima di queste affermazioni è quella per cui «Gesù è il Signore», scritta da San Paolo nella Lettera ai romani, 10:9. Il significato e l'importanza di questa affermazione deriva dall'accettazione della possibilità che il Dio degli ebrei si sia incarnato, cosa ritenuta impossibile e blasfema dalla comunità ebraica (ed anche dall'altro grande ceppo monoteista rappresentato dall'Islam). 
In seguito, la complessità della teologia cristiana è andata costantemente crescendo man mano che avanzava l'esigenza di tener ferma e spiegare sempre meglio l'affermazione che fa di Gesù il Figlio di Dio. 

### Credo apostolico
Probabilmente, il primo a meritare completamente il nome di “credo cristiano” è il cosiddetto simbolo degli apostoli. Si narra che esso sia stato espresso dai dodici apostoli, riuniti in assemblea, e che ciascuno di essi abbia formulato una delle frasi che lo compongono. Si tratta ovviamente di una descrizione improbabile, tuttavia il “simbolo degli apostoli” è molto vecchio; esso potrebbe esser stato derivato dal catechismo utilizzato nel battesimo degli adulti, nella quale forma può essere fatto risalire al II secolo. Pare che sia stato scritto al fine di opporsi al docetismo e allo gnosticismo; esso mette l'accento sulla nascita, sulla morte e sulla resurrezione corporea di Gesù. 
Il credo di Nicea deriva dal simbolo degli apostoli, di cui costituisce un'elaborazione successiva (con particolare attenzione ai temi della cristologia e della trinità). Esso rispecchia i contenuti del Primo concilio di Nicea dell'anno 325, finalizzato tra l'altro ad opporsi all'arianesimo, giudicato un'eresia. Nella liturgia della Chiesa cattolica il credo di Nicea viene ripetuto durante la celebrazione di ogni Messa.

### Un credo contro le eresie
In un'atmosfera di crescente complicazione delle controversie teologiche, diventava sempre più difficile distinguere le credenze ortodosse da quelle ritenute eretiche. Nel decennio che precedette il 594, Gregorio, vescovo di Tours scrisse la Historia Francorum (Storia dei franchi), cui premise la dichiarazione della sua fede, «in modo che il lettore potesse non avere dubbi sul suo essere cattolico». Tale dichiarazione fu stesa in frasi successive, ciascuna delle quali era intesa a confutare una specifica eresia cristiana. In tal modo il credo di Gregorio costituisce, per contrasto, un dettagliato catalogo di eresie:
(Gregorio di Tours, Historia Francorum, Prefazione, volume 1)

### Altri credo
Altri credo di una certa importanza sono:
- Credo di Atanasio
- Credo di Calcedonia
- Il credo Masai è stato composto intorno al 1960 dai missionari cristiani occidentali ad uso del popolo Masai dell'Africa dell'est. I missionari appartenevano alla Congregazione dello Spirito Santo. Il credo tentava di esprimere i contenuti essenziali della fede cristiana all'interno della cultura Masai.

### Fede e credenza
La Dominus Jesus e la Fides et ratio evidenziano la profonda differenza fra fede teologale e credenza religiosa, propria delle altre confessioni.
(Dominus Jesus)
La fede teologale è grazia rivelata dal Dio Uno e Trino, mentre le credenze religiose sono "tesori umani", ma pur sempre ideazioni umane nella ricerca della verità.

## Credo islamico
Il principale tentativo di “tradurre” la religione islamica in una breve dottrina ha dato luogo allo shahada, ossia la formula o la dichiarazione con cui si afferma che non c'è nessun altro Dio al di fuori di Allah, e che Maometto è il suo profeta.
Una trattazione più dettagliata della dogmatica islamica è contenuta nell'aqidah.